# Billy Miller
William John Miller II, detto Billy (Tulsa, 17 settembre 1979 – Austin, 15 settembre 2023) è stato un attore e imprenditore statunitense, noto per aver preso parte alle soap opera La valle dei pini , Febbre d'amore , General Hospital e alla famosa serie tv Suits in cui interpretava il personaggio di Marcus Specter.

## Biografia

### Origini
Nato a Tulsa, Oklahoma, crebbe a Grand Prairie, in Texas e fu il mediano di tre figli. Da bambino trascorse cinque anni nel Texas Scottish Rite Hospital for Children. Frequentò la Lamar High School di Arlington, e in seguito l'Università del Texas a Austin.

### Carriera
Dopo la laurea, Miller si trasferì a Los Angeles dove cominciò la sua carriera nel mondo del cinema. Venne ingaggiato dalla Wihelmina Models per partecipare ad alcuni spot pubblicitari, tra i quali quello per la catena di Pizza Hut e quello del videogioco The Sims. All'età di ventiquattro anni entrò a far parte della soap opera americana Così gira il mondo, ma per via della disorganizzazione della serie se ne andò e si prese due anni di pausa dopo quella esperienza.
Nel 2006 Miller tornò a recitare in un episodio di CSI: NY. Un anno dopo prese parte alla soap opera La valle dei pini nel ruolo di Richie Novak, l'assassino. Successivamente Barbara Bloom (della CBS Corporation), Julie Hanan Carruthers (produttrice esecutiva della serie), Marla Kanelos e Peter Bergman aiutarono Miller ad ottenere un nuovo ingaggio in Febbre d'amore. L'ultima apparizione di Miller in La valle dei pini corrispose con la prima in Febbre d'amore: fu il quarto attore contattato ad interpretare il ruolo, che ebbe alti e bassi dal punto di vista del gradimento del pubblico. Miller venne premiato con il Daytime Emmy Award per il suo lavoro in Febbre d'amore, vincendo quello come "miglior attore non protagonista" il 27 giugno 2007. Nel 2011 fu nominato per la seconda volta allo stesso premio per lo stesso ruolo. Fu poi scelto per interpretare Gabe Watson nel film Fatal Honeymoon.
Dal 2014 al 2019 interpretò prima Jason Morgan e poi Drew Cain nella soap opera della ABC General Hospital.

### Morte
Miller è morto ad Austin, in Texas, il 15 settembre 2023, due giorni prima del suo 44º compleanno. In una dichiarazione, la madre di Miller, Patricia, ha dichiarato che la sua afflizione causata da depressione bipolare lo ha spinto al suicidio.

## Filmografia

### Cinema
- Remembering Nigel (2009)
- Ripper (2011)
- Fatal Honeymoon (2012)
- American Sniper, regia di Clint Eastwood (2014)

### Televisione
- CSI: NY – serie TV, un episodio (2006)
- La valle dei pini (All My Children) – serie TV (2007-2008)
- Febbre d'amore (The Young and the Restless) – serie TV (2008-2014)
- Justified – serie TV, un episodio (2011)
- Ringer – serie TV (2011-2012)
- Castle – serie TV, episodio 6x04 (2013)
- CSI - Scena del crimine (CSI: Crime Scene Investigation) – serie TV, un episodio (2014)
- General Hospital – serie TV (2014-2019)
- Major Crimes – serie TV, un episodio (2014)
- Suits – serie TV, 4 episodi (2015-2019)
- Ray Donovan – serie TV, 3 episodi (2017)
- Truth Be Told – serie TV (2019-2020)
- NCIS - Unità anticrimine (NCIS) – serie TV, un episodio (2022)

## Doppiatori italiani
Nelle versioni in italiano delle opere in cui ha recitato, Billy Miller è stato doppiato da:
- Alessandro Quarta in CSI: NY, CSI - Scena del crimine
- Fabio Boccanera in Ringer
- Francesco Cavuoto in Castle
- Francesco Sechi in American Sniper
- Fabrizio Vidale in Suits
- Gabriele Marchingiglio in Ray Donovan
- Riccardo Scarafoni in Truth Be Told
- Osmar Santucho in The Rookie
- Raffaele Carpentieri in NCIS - Unità anticrimine